# Oryzomys perenensis
Hylaeamys perenensis là một loài động vật có vú trong họ Cricetidae, bộ Gặm nhấm. Loài này được J. A. Allen mô tả năm 1901.
Loài này được tìm thấy ở phía tây Amazonia (đông nam Colombia, phía đông Ecuador, phía đông Peru, phía bắc Bolivia và phía tây Brazil).
Loài bày có một chế độ ăn ăn tạp và là về đêm, mặt đất và phi xã hội. Nó thường được tìm thấy dọc theo sông.